# Salto Grande (Santa Fé)
Salto Grande (Argentina) é uma comuna da província de Santa Fé, na Argentina.

## História
Em 2 de setembro de 1886, a província de Santa Fé assinou um contrato para a construção de uma ferrovia da fronteira com Córdoba a Rosário. Em 15 de novembro de 1891, foi a data da primeira passagem da ferrovia pela cidade de Salto Grande. A comuna foi criada no dia 8 de fevereiro de 1895.[carece de fontes?]

## Geografia
A comuna está localizada ao lado da Rota Nacional 34, Argentina. Ficando a 55 km da cidade de Rosário e a 126 km da cidade de Santa Fé.

### Infraestrutura urbana
A área urbana é caracterizada por espaços amplos, tanto nas calçadas quanto nas ruas.

## Governo
A comuna possui a sua própria forma de governo municipal.